# Dybbøl
Dybbøl (în germană: Düppel) este un orășel cu o populație de 2457 de locuitori în sud-estul regiunii Iutlanda de Sud din Danemarca. Este situat la o distanță de aproximativ 6 km vest de Sønderborg.
În 1864, în timpul celui de-al doilea război din Schleswig, armata daneză s-a retras pe linia tradițională de apărare fortificată din Dannevirke și a mărșăluit spre Dybbøl pentru a găsi o poziție mai bună. Deși a abandonat multă artilerie, armata a ajuns aproape intactă. Armata s-a poziționat în tranșeele de la Dybbøl care a devenit scena asediului și apoi a bătăliei de la Dybbøl (7-18 aprilie 1864). În urma acestei bătălii, Danemarca a fost învinsă de coaliția prusaco-austriacă.
În următoarele acordului de pace, Danemarca a fost nevoită să renunțe la regiunile Schleswig și Holstein. După Primul Război Mondial, Danemarca a recuperat partea de nord a Schleswig în urma referendumului organizat în regiune, conform Tratatului de la Versailles.
În fiecare an, pe 18 aprilie, la Dybbøl soldații danezi defilează în uniforme de epocă. Pe domeniul Dybbøl se află simbolurile naționale ale ambelor părți beligerante: Moara daneză Dybbøl și monumentul german de la Düppel.